# IdeenPark
Der IdeenPark ist eine Technik-Erlebniswelt, die sich in erster Linie an Jugendliche, Familien und Schüler richtet. Er wird von der ThyssenKrupp AG in Kooperation mit Partnern aus Wissenschaft, Wirtschaft, Gesellschaft und Medien im Rahmen der Initiative Zukunft Technik entdecken organisiert.
Der IdeenPark findet seit 2004 an wechselnden Veranstaltungsorten alle zwei bis vier Jahre statt. Er vermittelt Wissen entlang verschiedener Bereiche, darunter Themen wie Umwelt, Mobilität, Energie, Medizin, Raumfahrt und Informationstechnik. Seit seinem Bestehen ist der IdeenPark stetig gewachsen, sowohl bezüglich der Ausstellungsfläche und der Veranstaltungsdauer als auch im Hinblick auf Partner- und Besucherzahlen. Insgesamt haben bisher etwa eine halbe Million Menschen die Technik-Erlebniswelt besucht.
Vom 11. bis 23. August 2012 fand der vierte IdeenPark in Essen, Nordrhein-Westfalen, statt.

## Hintergründe und Ziele
Die Initiative Zukunft Technik entdecken wurde im Jahr 2004 von der ThyssenKrupp AG vor dem Hintergrund eines zunehmenden Nachwuchsmangels in technischen Berufen ins Leben gerufen. Ziel der Initiative ist es nach eigenen Angaben, junge Menschen für Technik und Naturwissenschaft zu interessieren und den gesellschaftlichen Stellenwert technisch-naturwissenschaftlicher Bildung zu steigern. Hierfür kooperiert ThyssenKrupp mit einer wachsenden Anzahl an Partnern aus Wissenschaft, Wirtschaft und Gesellschaft.
Den Höhepunkt der Initiative bildet der IdeenPark, der als zentrale Plattform den Dialog zum Thema Technik quer durch alle gesellschaftlichen Gruppen und Altersklassen fördern soll. Im Vordergrund steht der direkte Kontakt zu Ingenieuren, Forschern und Technikern, die den Besuchern ihre Ideen erklären und aus erster Hand zeigen, wie Innovationen entstehen. Die kostenlose Veranstaltung ist laut Angaben von ThyssenKrupp werbefrei, nicht kommerziell und kindgerecht gestaltet.

## Entwicklung

### IdeenPark 2004
Der erste IdeenPark fand vom 2. bis 4. September 2004 in einer eigens hierfür errichteten Zeltstadt auf dem Gelände rund um die ehemalige Arena AufSchalke in Gelsenkirchen, Nordrhein-Westfalen, statt. 26 Partner stellten auf einer Fläche von 17.500 m² Technik, Innovationen und Ideen zum Anfassen aus. Den IdeenPark 2004 eröffnete offiziell der damalige deutsche Bundespräsident Horst Köhler. An den drei Veranstaltungstagen wurden rund 60.000 Besucher gezählt.

### IdeenPark 2006
Der IdeenPark 2006 fand vom 20. bis 28. Mai 2006 auf dem EXPO-Gelände in Hannover mit Unterstützung des Landes Niedersachsen statt. Auf 30.000 m² Ausstellungsfläche präsentierten etwa 70 Partner neun Tage lang über 150 Exponate. Die offizielle Eröffnung wurde durch den damaligen niedersächsischen Ministerpräsidenten Christian Wulff vorgenommen. Der IdeenPark 2006 lockte insgesamt rund 200.000 Besucher an, darunter zahlreiche prominente Gäste, z. B. die deutsche Bundeskanzlerin Angela Merkel.

### IdeenPark 2008
Der IdeenPark 2008 war die erste Großveranstaltung in der Neuen Messe Stuttgart. Er fand vom 17. bis 25. Mai 2008 mit Unterstützung des Landes Baden-Württemberg statt. Mehr als 120 Partner stellten auf 40.000 m² Fläche über 200 interaktive Exponate und Workshops aus. Der damalige Baden-Württembergische Ministerpräsident Günther Oettinger nahm die offizielle Eröffnung des IdeenPark 2008 vor. An neun Veranstaltungstagen besuchten etwa 290.000 Menschen die Technik-Erlebniswelt.

### IdeenPark 2012
Der vierte IdeenPark fand vom 11. bis 23. August 2012 in Essen, Nordrhein-Westfalen, statt. Ausstellungsorte waren die Messe Essen und der Grugapark. Auf einer 60.000 m² großen Fläche präsentierten über 200 Partner aus Wissenschaft, Wirtschaft und Gesellschaft in 16 Themenquartieren über 400 Exponate und Experimente, 600 Workshops und umfangreiche Bühnenprogramme. Der Ideenpark 2012 wurde durch Nordrhein-Westfalens Ministerpräsidentin Hannelore Kraft, Essens Oberbürgermeister Reinhard Paß und Dr. Heinrich Hiesinger, Vorstandsvorsitzender der ThyssenKrupp AG, offiziell eröffnet. An den 13 Tagen besuchten rund 320.000 Menschen die interaktive Messe.

## Rahmenprogramm
Neben der eigentlichen Ausstellung wird der IdeenPark durch ein umfangreiches Rahmenprogramm begleitet. Es umfasst Infotainment- und Gala-Shows mit prominenten Moderatoren und Gästen, Talkrunden, Vorlesungen, Workshops und individuelle Touren und Führungen. Zudem bestehen enge Kooperationen mit öffentlichen Sendeanstalten und Verlagen.
Seit 2008 findet das Projekt IdeenSounds statt. Bekannte Musiker und Produzenten übernehmen Patenschaften für Nachwuchskünstler und unterstützen sie aktiv dabei, ihre eigenen Songs professionell zu produzieren. Beim IdeenSounds Konzert werden die Ergebnisse durch die Nachwuchskünstler und ihre Paten präsentiert. Stars wie Rea Garvey, Söhne Mannheims, Silbermond, Dick Brave, ATB, Jupiter Jones und Ivy Quainoo haben das Projekt bisher unterstützt.
Weitere Publikumsmagneten sind die Daily Info Shows, bei denen während des IdeenPark 2012 täglich bekannte TV-Moderatoren durch das Programm führen, sowie die Days of Innovation, Infotainment-Abende, die 2012 der ARD-Moderator Matthias Opdenhövel präsentiert.

## Auszeichnungen
Der IdeenPark und die Initiative Zukunft Technik entdecken erhielten folgende Auszeichnungen:
- 2013: Golden Award of Montreux 2013 in Gold in der Kategorie räumliche Kommunikation für den IdeenPark 2012[9]
- 2013: ADC-Award 2013 in der Kategorie Kommunikation im Raum, Temporäre Themenausstellung für den IdeenPark 2012[10]
- 2008: Award vom Deutschen Designer Club in der Kategorie Netzwerk, Wettbewerb Gute Gestaltung 09, für den IdeenPark 2008[11]
- 2008: Preis der Initiative Freiheit und Verantwortung in der Kategorie Große Unternehmen für die Initiative Zukunft Technik entdecken[12]
- 2008: Politikaward des Fachmagazins politik&kommunikation in der Kategorie Corporate Social Responsibility für das Konzept des IdeenPark[12]
- 2009: Effie in Silber vom Gesamtverband Kommunikationsagenturen GWA in der Kategorie Gesellschaftliche Projekte für den IdeenPark 2008[13]
- 2012: „Goldener Apfel“ verliehen vom Bundesverband deutscher Pressesprecher an die Kommunikationsabteilung der ThyssenKrupp AG für ihre  herausragende Öffentlichkeitsarbeit zum IdeenPark 2012[14]

## Statistik
| Jahr | Ausstellungsort                                                          | Zeitraum/Dauer             | Ausstellungsfläche | Partner      | Besucher | Quellen |
| ---- | ------------------------------------------------------------------------ | -------------------------- | ------------------ | ------------ | -------- | ------- |
| 2004 | Gelsenkirchen, Nordrhein-Westfalen, nahe der ehemaligen Arena AufSchalke | 2. bis 4. September/3 Tage | 17.500 m²          | 26           | 60.000   | [ 15 ]  |
| 2006 | Hannover, Niedersachsen, EXPO-Gelände                                    | 20. bis 28. Mai/9 Tage     | 30.000 m²          | 70           | 200.000  | [ 15 ]  |
| 2008 | Stuttgart, Baden-Württemberg, Messegelände                               | 17. bis 25. Mai/9 Tage     | 40.000 m²          | mehr als 120 | 280.000  | [ 15 ]  |
| 2012 | Essen, Nordrhein-Westfalen, Messe und Grugapark                          | 11. bis 23. August/13 Tage | 60.000 m²          | mehr als 180 | 320.000  | [ 6 ]   |